# Hilbert-Transformation
Die Hilbert-Transformation ist in der Funktionalanalysis, einem Teilgebiet der Mathematik, eine lineare Integraltransformation. Sie ist nach David Hilbert benannt, welcher sie Anfang des 20. Jahrhunderts bei Arbeiten am Riemann-Hilbert-Problem für holomorphe Funktionen formulierte. Erstmals explizit benannt wurde sie 1924 von Hardy basierend auf Arbeiten von Erhard Schmidt und Hermann Weyl. Ihre Anwendung erzeugt die zu einer reellen Funktion gehörende imaginäre Funktion mit Hilfe einer Faltung mit dem sog. Cauchy-Kern.
Sie wird im Bereich der Fourier-Transformation und der Fourieranalyse angewendet. Weitere Anwendungsgebiete liegen im Bereich der Signalverarbeitung, bei der sie dazu dient, aus einem reellen Signal ein analytisches Signal bzw. ein monogenes Signal zu bilden. Charakteristisch ist die allgemeine Phasenverschiebung des Imaginärteils gegenüber dem Realteil um π/2 bzw. 90°.

Blau: Signalverlauf
Rot: Hilbert-Transformation des blauen Signals

## Definition
Die Hilbert-Transformation ist für reelle Variablen {\displaystyle x} und {\displaystyle y} und für reell- oder komplexwertige Funktionen {\displaystyle f} und {\displaystyle g} definiert als:
{\displaystyle g(y)={\mathcal {H}}\left\{{f}\right\}\left({y}\right)={\frac {1}{\pi }}\,\operatorname {p.v.} \int _{-\infty }^{\infty }{\frac {f(x)}{y-x}}\mathrm {d} x}
Das Integral ist dabei als Cauchy-Hauptwert zu verstehen, das heißt
{\displaystyle {\frac {1}{\pi }}\,\operatorname {p.v.} \int _{-\infty }^{\infty }{\frac {f(x)}{y-x}}\,\mathrm {d} x=\lim _{\varepsilon \to 0}{\frac {1}{\pi }}\int _{|x-y|>\varepsilon }{\frac {f(x)}{y-x}}\,\mathrm {d} x}
Dieses Integral hat die Form eines Faltungsintegrals, so dass sich die Hilbert-Transformation mit dem Faltungsoperator {\displaystyle \ast } auch in folgender Form schreiben lässt:
{\displaystyle g(y)={\mathcal {H}}\left\{{f}\right\}\left({y}\right)=f(y)\ast {\frac {1}{\pi y}}}
Diese Transformation ist umkehrbar. Die inverse Hilbert-Transformation ist gegeben durch:
{\displaystyle f={\mathcal {H}}^{-1}\left\{{g}\right\}=-{\mathcal {H}}\left\{{g}\right\}}
und
{\displaystyle {\mathcal {H}}^{-1}\left\{{g}\right\}={\mathcal {H}}^{3}\left\{{g}\right\}=f}

## Eigenschaften
Einige wesentliche Eigenschaften der Hilbert-Transformation bei reeller Variable {\displaystyle t} und für reelle oder komplexe Funktionen {\displaystyle x} bzw. {\displaystyle y} sind:
Linearität
{\displaystyle {\mathcal {H}}\left\{a\cdot x+b\cdot y\right\}=a\cdot {\mathcal {H}}\left\{x\right\}+b\cdot {\mathcal {H}}\left\{y\right\}}
FilterungDiese Beziehung ist nur gültig, solange der Satz von Nuttall mit Gleichheit erfüllt ist, d. h. die Spektren (Fouriertransformation) der beiden Funktionen x und y dürfen nicht überlappen.
{\displaystyle {\mathcal {H}}\left\{x\ast y\right\}={\mathcal {H}}\left\{x\right\}\ast y=x\ast {\mathcal {H}}\left\{y\right\}}

### Beziehung zur Fourier-Transformation
Insbesondere in der Nachrichtentechnik und deren Signalverarbeitung spielt der Bezug zur Fourier-Transformation eine wesentliche Rolle. Hierfür sind die Transformationspaare in beiden Richtungen von Interesse. Im Weiteren wird die in den Ingenieurwissenschaften übliche Notation {\displaystyle \mathrm {j} } für die imaginäre Einheit benutzt. In der Mathematik ist für die imaginäre Einheit die Notation {\displaystyle \mathrm {i} } üblich. Es gilt für  {\displaystyle \mathrm {j} } die charakteristische Identität {\displaystyle {\mathrm {j} }^{2}=-1}.
| unsymmetrische Normierung |  | Transformation mit der Frequenz |
| --- |  | --- |
| {\displaystyle {\mathcal {F}}\left\{{\frac {1}{\pi t}}\right\}=-\mathrm {j} \cdot \operatorname {sgn} (\omega )=e^{-\mathrm {j} {\frac {\pi }{2}}\operatorname {sgn} (\omega )}} {\displaystyle {\mathcal {F}}^{-1}\left\{{\frac {1}{\pi \omega }}\right\}=\mathrm {j} \cdot {\frac {1}{2\pi }}\cdot \operatorname {sgn} (t)} |  | {\displaystyle {\mathcal {F}}\left\{{\frac {1}{\pi t}}\right\}=-\mathrm {j} \cdot \operatorname {sgn} (f)=e^{-\mathrm {j} {\frac {\pi }{2}}\operatorname {sgn} (f)}} {\displaystyle {\mathcal {F}}^{-1}\left\{{\frac {1}{\pi f}}\right\}=\mathrm {j} \cdot \operatorname {sgn} (t)} |

Hilbert-Transformation als Übertragungsfunktion im Frequenzbereich

Betrachtet sei nun die Faltungsoperation im Zeitbereich, die der Multiplikation im Frequenzbereich entspricht.
{\displaystyle {\hat {x}}(t)={\mathcal {H}}\left\{x(t)\right\}=x(t)\ast {\frac {1}{\pi t}}}
{\displaystyle {\hat {X}}(\mathrm {j} \omega )=X(\mathrm {j} \omega )\cdot (-\mathrm {j} \cdot \operatorname {sgn} (\omega ))}
Das führt zur Übertragungsfunktion
{\displaystyle H_{H}(\mathrm {j} \omega )=-\mathrm {j} \cdot \operatorname {sgn} (\omega )\,}.
Die Hilbert-Transformation kann in diesem Zusammenhang als eine Phasenverschiebung um {\displaystyle {\tfrac {\pi }{2}}} (bzw. +90°) für negative Frequenzen und um {\displaystyle -{\tfrac {\pi }{2}}} (bzw. −90°) für positive Frequenzen aufgefasst werden. Nachrichtentechnische Anwendungen liegen im Bereich von Modulationsverfahren, insbesondere der Einseitenbandmodulation als Bestandteil eines analytischen Signals. Die technische Realisierung erfolgt näherungsweise in Form von speziellen Allpassfiltern, die auch als Hilbert-Transformatoren bezeichnet werden.

### Diskrete Hilbert-Transformation
Ein bandbegrenztes Signal {\displaystyle g\left(t\right)} limitiert auch die Hilbert-Transformierte von {\displaystyle g\left(t\right)} auf die gleiche Bandbreite. Beträgt die Bandbegrenzung maximal die halbe Abtastfrequenz, kann gemäß dem Nyquist-Shannon-Abtasttheorem ohne Informationsverlust eine zeitdiskrete Folge {\displaystyle g\left[k\right]}, mit {\displaystyle k} positiv und ganzzahlig, gebildet werden. Die diskrete Hilbert-Transformation ist dann gegeben als:
{\displaystyle {\mathcal {H}}\left\{g[k]\right\}=h[k]\ast g[k]}
mit der Impulsantwort {\displaystyle h\left[k\right]} der zeitdiskreten Hilbert-Transformation:
{\displaystyle h[k]={\frac {1-\mathrm {cos} (\pi k)}{\pi k}}={\begin{cases}0,&k{\text{ gerade}},\\{\frac {2}{\pi k}}&k{\text{ ungerade}}\end{cases}}}
Die zeitdiskrete Hilbert-Transformation ist nicht kausal; für praktische Implementierungen im Rahmen der digitalen Signalverarbeitung wo diese Form eine Rolle spielt, wird {\displaystyle h\left[k\right]} näherungsweise mit endlicher Länge implementiert. Zu beachten ist, dass die zeitdiskrete Impulsantwort {\displaystyle h\left[k\right]} nicht der abgetasteten, kontinuierlichen Impulsantwort {\displaystyle h\left(t\right)} entspricht.

### Kausalitätsbedingung im Frequenzbereich
Durch die Impulsantwort lässt sich ein System vollständig beschreiben. Soll die Bedingung Kausalität erfüllt werden, dann muss die Impulsantwort für die Zeit vor der Anregung den Wert Null aufweisen.
Abstrakt lässt sich das über eine Multiplikation mit der Sprungfunktion ausdrücken.
{\displaystyle h(t)=h(t)\cdot \sigma _{\frac {1}{2}}(t)}
Durch Fouriertransformation lässt sich aus der Impulsantwort die entsprechende Übertragungsfunktion {\displaystyle H} im Frequenzbereich ermitteln. Das führt schließlich zu einem Faltungsintegral, das der Hilbert-Transformation entspricht.
{\displaystyle H(\mathrm {j} \omega )=-\mathrm {j} {\mathcal {H}}\left\{H(f)\right\}=-\mathrm {j} \cdot \left[\Re \left({\mathcal {H}}\left\{H(f)\right\}\right)+\mathrm {j} \Im \left({\mathcal {H}}\left\{H(f)\right\}\right)\right]=\Re \left(H(f)\right)+\mathrm {j} \Im \left(H(f)\right)}
Daraus folgen die Kausalitätsbedingungen für eine beliebige  Übertragungsfunktion:
{\displaystyle \Re \left(H(f)\right)={\mathcal {H}}\left\{\Im \left(H(f)\right)\right\}}
und
{\displaystyle \Im \left(H(f)\right)=-{\mathcal {H}}\left\{\Re \left(H(f)\right)\right\}}

### Korrespondenzen
Einige wichtige Korrespondenzen der Hilbert-Transformation sind: (Hinweis: Die Voraussetzungen wie gültiger Wertebereich oder Definitionsbereich wurden der Übersicht wegen weggelassen.)
| Signal {\displaystyle x(t)\,}                       | Hilbert-Transformierte {\displaystyle {\mathcal {H}}\{x(t)\}}                                 |
| --------------------------------------------------- | --------------------------------------------------------------------------------------------- |
| {\displaystyle \sin(t)\,}                           | {\displaystyle -\cos(t)\,}                                                                    |
| {\displaystyle \cos(t)\,}                           | {\displaystyle \sin(t)\,}                                                                     |
| {\displaystyle {\frac {1}{t^{2}+1}}}                | {\displaystyle {\frac {t}{t^{2}+1}}}                                                          |
| {\displaystyle {\frac {\sin(t)}{t}}} Sinc-Funktion  | {\displaystyle {\frac {1-\cos(t)}{t}}}                                                        |
| {\displaystyle \sqcap (t)} Rechteck-Funktion        | {\displaystyle {1 \over \pi }\ln \left\|{\frac {t+{\frac {1}{2}}}{t-{\frac {1}{2}}}}\right\|} |
| {\displaystyle \delta (t)} Dirac-Delta-Distribution | {\displaystyle {\frac {1}{\pi t}}}                                                            |
| {\displaystyle e^{-t^{2}}}                          | {\displaystyle e^{-t^{2}}\operatorname {erfi} (t)} Imaginäre Fehlerfunktion erfi              |

## Anwendungsbeispiel

### Ultraschallprüfung

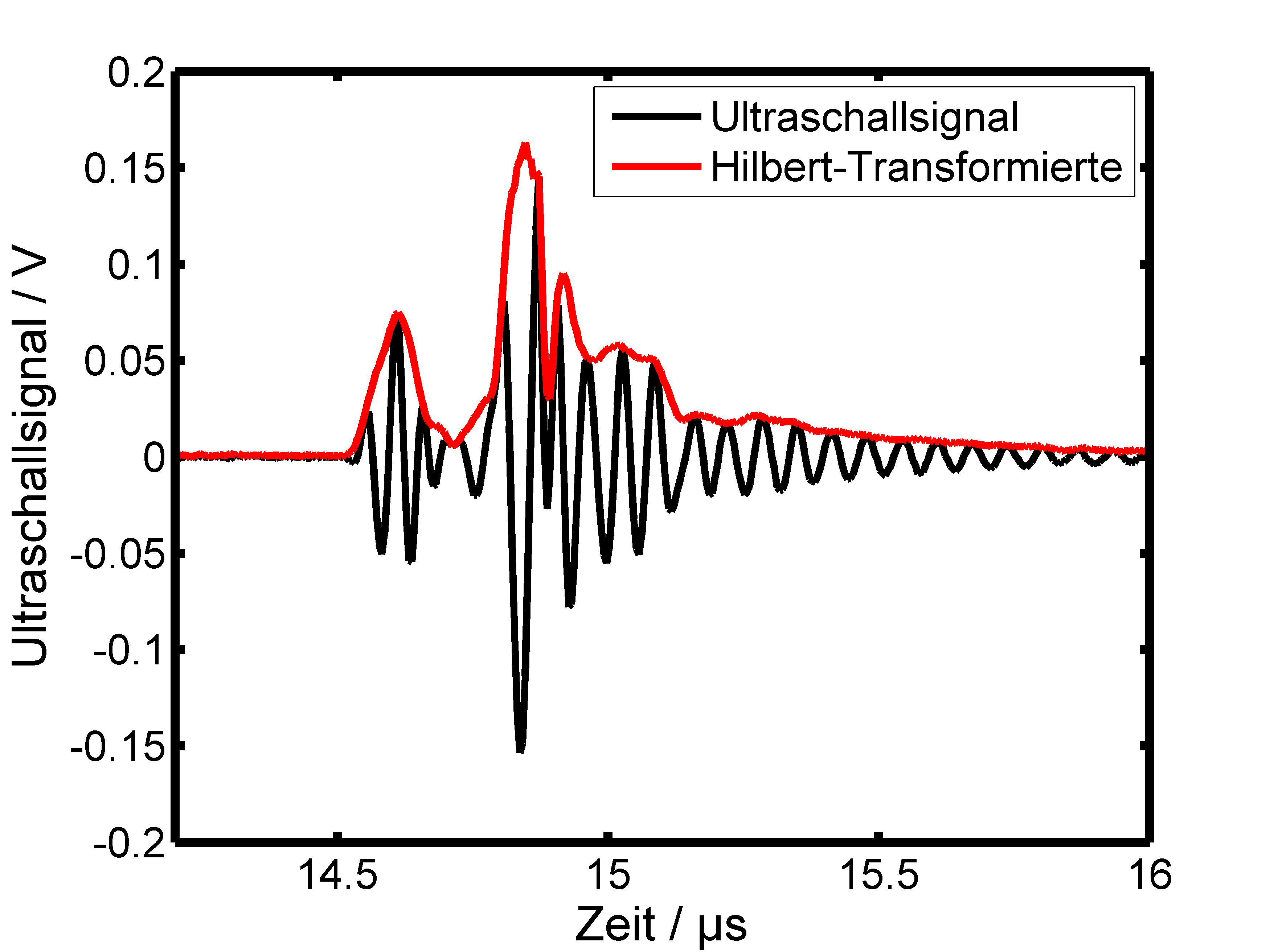
Mit einem Ultraschalltransducer gemessenes Drucksignal (schwarz) und mittels Matlab berechnete Einhüllende (rot). Der aus der Hilbert-Transformation berechnete Betrag des Analytischen Signals
ist die Einhüllende vom Drucksignal.

In der Ultraschallprüfung und Ultraschallbildgebung verwendet man sogenannte Ultraschalltransducer. Diese senden einen kurzen Ultraschallpuls
in das zu untersuchende Medium. An Grenzflächen, also an Unstetigkeiten von Materialdichte und Schallgeschwindigkeit,
wird der Ultraschallpuls teilweise reflektiert. Der reflektierte Ultraschall wird dann vom Transducer zeitabhängig
gemessen. So lassen sich aus den Reflexionen Informationen über die Tiefe von Grenzflächen ableiten. Die Signale der
Ultraschallprüfung enthalten Über- und Unterdruckbereiche. Mit Hilfe der Hilbert-Transformation lässt sich das Analytische Signal des reflektierten Signals berechnen. Der Betrag des Analytischen Signals entspricht in diesem Fall der
Einhüllenden des Drucksignals. Erst dadurch lässt sich die genaue Position einer Grenzfläche bestimmen.

## Implementierung

### Berechnung über Fouriertransformation
Für praktische Implementierungen kann das analytische Signal einer reellen Zahlenfolge der Länge {\displaystyle N} mittels der diskreten Fourier-Transformation näherungsweise realisiert werden: Zunächst wird die Fourier-Transformierte der Eingabefolge berechnet, danach werden in dem berechneten Spektrum alle Spektralanteile, die für negative Frequenzanteile stehen, auf 0 gesetzt. Abschließend wird mittels der inversen Fouriertransformation die Ausgabefolge berechnet.
Folgendes Beispiel setzt voraus, dass {\displaystyle X[k=1]} den DC-Anteil und {\displaystyle X[k={\tfrac {N}{2}}+1]} die Nyquist-Frequenz des Spektrums enthält.
1. Berechnung der Fouriertransformierten {\displaystyle X\left[k\right]} von der Eingangsfolge mit der Länge {\displaystyle N}. Aus Effizienzgründen wird dafür die Schnelle Fourier-Transformation (FFT) eingesetzt.
2. Bildung eines Vektors {\displaystyle H\left[k\right]} der Länge {\displaystyle N}, der nur die Werte 0, 1 und 2 nach folgender Regel aufweist:
  - {\displaystyle H[k]=1} für {\displaystyle k=1,\,{\tfrac {N}{2}}+1}
  - {\displaystyle H[k]=2} für {\displaystyle k=2,\,3,\ldots ,\,{\tfrac {N}{2}}}
  - {\displaystyle H[k]=0} für {\displaystyle k={\tfrac {N}{2}}+2,\ldots ,\,N}
3. Bildung der elementweisen Produkte {\displaystyle Y\left[k\right]=H\left[k\right]\cdot X\left[k\right]}
4. Berechnung der inversen Fouriertransformierten von {\displaystyle Y\left[k\right]}, um die Ausgangsfolge zu bestimmen.

### Berechnung mit FIR-Filter

Hilbert-Transformationsfilter (FIR) mit 6. Ordnung

Alternativ kann die Hilbert-Transformation in Näherung auch mit FIR-Filtern gerader Ordnung in Form eines Allpasses realisiert werden, wie in nebenstehender Abbildung für ein Hilbert-Transformationsfilter 6. Ordnung dargestellt. Erkennbar dabei, dass bei Hilbert-Transformationsfiltern immer die ungeraden Filterkoeffizienten von Wert 0 sind, und die verbleibenden geraden Filterkoeffizienten {\displaystyle \alpha _{0},\,\alpha _{2},\,\alpha _{4},\ldots ,\alpha _{n}={\tfrac {2}{\pi (n+1)}}} (für gerade n)

lassen sich aufgrund von Symmetriegründen paarweise mit invertierten Vorzeichen zusammenfassen. Das Ausgangssignal {\displaystyle y_{I}\left[k\right]} (I-Komponente) wird im Filter nur zeitlich verzögert, um mit dem gefilterten Signal {\displaystyle y_{Q}\left[k\right]} (Q-Komponente) in Phase zu sein. Die so gebildete Kombination
{\displaystyle y_{I}[k]+\mathrm {j} \cdot y_{Q}[k]}
wird als analytisches Signal des reellwertigen Eingangssignals {\displaystyle x\left[k\right]} bezeichnet.

## Funktionalanalysis
Die Hilbert-Transformation ist in der Funktionalanalysis als prototypisches Beispiel eines singulären Integraloperators von Bedeutung.
A priori ist die Hilbert-Transformation nur für Funktionen definiert, für die das Hauptwert-Integral in der Definition überall konvergiert. Das ist beispielsweise für alle Schwartz-Funktionen der Fall. Man kann allerdings beweisen, dass der so definierte Operator eine beschränkte Fortsetzung auf die Räume {\displaystyle L^{p}(\mathbb {R} )} für {\displaystyle 1<p<\infty } besitzt.
Damit definiert die Hilbert-Transformation einen beschränkten Operator {\displaystyle {\mathcal {H}}\colon L^{p}(\mathbb {R} ){\stackrel {\mathcal {H}}{\to }}L^{p}(\mathbb {R} )}, falls {\displaystyle 1<p<\infty }. Dieser Operator ist für ein festes {\displaystyle f\in L^{p}(\mathbb {R} )} immer noch fast überall durch das Hauptwert-Integral gegeben.
Im Fall {\displaystyle p=2} ist die Hilbert-Transformation sogar ein isometrischer Isomorphismus {\displaystyle {\mathcal {H}}\colon L^{2}(\mathbb {R} ){\stackrel {\mathcal {H}}{\to }}L^{2}(\mathbb {R} )} (und damit ein unitärer Operator). Sie erfüllt die Gleichung {\displaystyle {\mathcal {H}}^{2}=-\mathbb {I} }, wobei {\displaystyle \mathbb {I} } die identische Abbildung ist. Beides wird ersichtlich aus der Gleichung{\displaystyle {\mathcal {F}}({\mathcal {H}}f)=-i\operatorname {sgn}(\xi )\,{\mathcal {F}}f}für {\displaystyle f\in L^{2}(\mathbb {R} )}.
Die Hilbert-Transformation einer beschränkten Funktion ist im Allgemeinen nicht beschränkt, wie man am Beispiel der Rechtecks-Funktion oben sieht. Damit definiert die Hilbert-Transformation keinen Operator  {\displaystyle L^{\infty }(\mathbb {R} )\to L^{\infty }(\mathbb {R} )}.
Das gleiche Beispiel zeigt, dass die Hilbert-Transformation den Raum {\displaystyle L^{1}(\mathbb {R} )} nicht auf sich selbst abbildet. Sie ist allerdings schwach beschränkt auf {\displaystyle L^{1}}. Das heißt, es gibt eine Konstante {\displaystyle C}, so dass{\displaystyle |\{x\,:\,|{\mathcal {H}}f(x)|>\lambda \}|\leq {\frac {C}{\lambda }}\|f\|_{L^{1}(\mathbb {R} )}}für alle {\displaystyle \lambda >0} und alle Funktionen {\displaystyle f\in L^{1}(\mathbb {R} )} gilt.

### Beziehung zu den Kramers-Kronig-Relationen
Die Kramers-Kronig-Relationen der Physik erhält man mit der formalen Identität (siehe Distribution (Mathematik))
{\displaystyle {\frac {1}{x}}=\lim \limits _{\varepsilon \to 0}{\frac {1}{x+\mathrm {i} \varepsilon }}=\lim \limits _{\varepsilon \to 0}{\frac {x}{x^{2}+\varepsilon ^{2}}}-\mathrm {i} \cdot \lim \limits _{\varepsilon \to 0}\,{\frac {\varepsilon }{x^{2}+\varepsilon ^{2}}}\,,}
wobei der erste Teil bei der Integration über {\displaystyle x} den Cauchy-Hauptwert CH von {\displaystyle {\tfrac {1}{x}}} und der zweite Teil das {\displaystyle \pi }-fache der Dirac-Distribution {\displaystyle \delta } ergibt.
Die Hilbert-Transformation findet dann Anwendung, wenn eine reelle Funktion von der reellen Achse {\displaystyle \mathbb {R} } zu einer in der darüber liegenden komplexen Halbebene holomorphen Funktion fortgesetzt werden soll.

### Beschränktheit
Ein Resultat von Burkholder und Bourgain sagt, dass die Hilbert-Transformation genau dann auf {\displaystyle L^{p}(\mathbb {R} ,E)} für alle {\displaystyle p\in (1,\infty )} beschränkt ist, wenn {\displaystyle E} ein UMD-Raum ist.